# كونستانتين بابكين
كونستانتين بابكين (بالروسية: Бабкин Константин Анатольевич )‏‏ (13 فبراير 1971 في مياس - ) سياسي، وشخصية أعمال، وشخصية عامة من روسيا.